# Armindo Antônio Ranzolin
Armindo Antônio Ranzolin OMM (Caxias do Sul, 8 de dezembro de 1937 – Porto Alegre, 17 de agosto de 2022) foi um jornalista e narrador esportivo brasileiro. Foi diretor da Rádio Gaúcha, do Grupo RBS.

## Biografia
Nasceu na cidade de Caxias do Sul, Rio Grande do Sul numa família com raízes norte-italianas. Com um ano de idade, mudou-se para Lages, Santa Catarina, cidade onde escreveu sobre esporte amador em um jornal local. Durante a infância, acompanhou pelo rádio as coberturas de acontecimentos importantes como o suicídio do presidente Getúlio Vargas e a Copa do Mundo de 1950, realizada no Brasil.
Sua carreira de jornalista e radialista profissional começou em 1956, como narrador esportivo da Rádio Diário da Manhã, de Lages. Em 1957, mudou-se para Porto Alegre, onde se formou em Ciências Jurídicas e Sociais, na Faculdade de Direito da UFRGS, em 1962.
Após ser aprovado em um teste, Armindo trabalhou durante três meses na Rádio Guaíba, em 1959. Na primeira vez em que foi ao ar, houve um problema interno que o prejudicou. No dia seguinte foi dispensado da rádio pelo departamento comercial.
No mesmo ano, foi apresentado ao diretor da Rádio Difusora de Porto Alegre, onde foi, por cinco anos, seu principal narrador esportivo. Foi na Rádio Difusora que Armindo Ranzolin narrou seu primeiro Grenal, no ano de 1961. Em 1964, demitiu-se por problemas relacionados ao Golpe Militar daquele ano.
Dias depois de sair da Rádio Difusora, foi contratado pela Rádio Farroupilha como diretor de esportes e, logo depois, diretor artístico. Em 1969, saiu da Rádio Farroupilha, aceitando um convite da Rádio Guaíba para ser seu segundo locutor. Na Rádio Guaíba, participou de grandes projetos e narrou jogos de Pelé, considerado por muitos como o maior jogador de futebol da história. Também foi na Rádio Guaíba que Ranzolin narrou sua primeira Copa do Mundo, em 1974, disputada na Alemanha.
Em 1984, saiu da Rádio Guaíba, trocando de rádio pela última vez. Armindo passou a trabalhar na Rádio Gaúcha, onde participou, como narrador, de três copas do mundo, sendo a última delas, a de 1994, realizada nos Estados Unidos. Se aposentou da narração esportiva no final de 1995, mantendo-se apenas no jornalismo, como apresentador do "Gaúcha Atualidade". Em 1998, foi diretor da cobertura da Copa do Mundo da França. Tornou-se diretor-geral da rádio em 1992 e anunciou sua aposentadoria em 2006.
No dia 17 de agosto de 2022, familiares divulgaram a morte do comunicador aos seus 84 anos. Armindo estava internado em um hospital de Porto Alegre; seu óbito ocorreu em decorrência de complicações com o mal de Alzheimer.
Em sua homenagem, desde 2023, o troféu entregue ao vencedor da prova masculina da Maratona Internacional de Porto Alegre leva seu nome.
Era pai da jornalista e apresentadora Cristina Ranzolin.

## Cargos e realizações
Foi âncora de programas jornalísticos entre 1959 e 2006. Comandou as coberturas de todas as eleições nas emissoras onde trabalhou. Também foi executivo, ocupando o cargo de diretor de programação das Rádios Rádio Difusora e Rádio Farroupilha entre 1964 e 1968, diretor-superintendente da TV Piratini em 1969, diretor de programação da Rádio Guaíba entre 1976 e 1984, gerente de programação da Rádio Gaúcha entre 1988 e 1992 e diretor-geral da Rádio Gaúcha entre 1992 e 2006.
Foi vice-presidente de Rádio na AGERT entre 1978 e 1984.
Em 1996, Ranzolin foi admitido pelo presidente Fernando Henrique Cardoso à Ordem do Mérito Militar no grau de Oficial especial.